# Locking (dans)
Locking är en komisk, energisk dansstil, med cartoon-influenser, inom hiphop- och streetdance-genrerna. Den uppkom i USA på 1960-talet. Stilen har namngetts efter den första lockinggruppen "The Lockers". Det handlar om att låsa (engelska: lock) rörelser. Från början stod man mest och pekade (uppehåll i dansen) och spelade med publiken. När stilen utvecklades började man att göra koreografierna efter musiken. Man kanske "körde buss", "tittade på klockan" och så vidare. Detta när kommandon som "Drive" och "Clock" hördes i låten. Den typiska outfiten för en lockingdansare är färgstark och lite pajasliknande, allt för att framhäva att det är en humoristisk dansstil.
Då man tränar locking används ofta en tygbit (till exempel en näsduk eller en bandana) för att se att handlederna knycker till på rätt sätt. I locking ska rörelserna låsas från axel till armbåge, från armbåge till en snärtig handled. Denna tygbit förflyttas vid vissa tillfällen från träningslokalen till scenen då den kan bli en flygande accessoar.
En vanlig rörelse som förekommer i en mängd lockingsteg är en så kallad "wrist twirl", där handen roterar kring handleden samtidigt som den förs först upp och sedan ned. En påbyggnad på detta är "up down lock", där båda händerna samtidigt gör en "wrist twirl" och man därefter böjer på benet och låser kroppen genom att låta hela rörelsen stanna upp. En annan grundläggande rörelse är "point", där man pekar med ett pekfinger och armen nästan helt utsträckt. Man har armen lite böjd, för att förhindra skador till följd av att sträcka armen snabbt hela tiden.